# Maze (film, 2000)
Pour les articles homonymes, voir Maze.
Pour plus de détails, voir Fiche technique et Distribution.
Maze est un film américain sorti en 2000, écrit, dirigé et mettant en scène Rob Morrow.

## Synopsis
Lyle Maze, un artiste atteint du syndrome de Gilles de La Tourette, tombe amoureux de Callie, la petite amie de son meilleur ami Mike, un médecin globe-trotter. Callie se trouve être enceinte.

## Fiche technique
- Titre : Maze
- Réalisation : Rob Morrow
- Scénario : Nicole Burdette, d'après l'histoire de Rob Morrow et Bradley White
- Musique : Bobby Previte
- Producteurs : Paul Colichman (en), Mark R. Harris, Stephen P. Jarchow et Rob Morrow
- Coproducteurs : Debbon Ayer et Lemore Syvan
- Producteurs exécutifs : Phyllis Carlyle, David Forrest, Rajiv Maikhuri, Joseph Pierson et Beau Rogers
- Producteur associé : Jill Footlick
- Photographie : Wolfgang Held
- Montage : Gary Levy
- Création des décors :  Kalina Ivanov
- Direction artistique  : Frank White III
- Création des costumes : Melissa Toth
- Pays :  États-Unis
- Langue : anglais
- Genre : Drame et romance
- Durée : 97 minutes
- Date de sortie en salles : 10 octobre 2000 (AFI Film Festival), 9 novembre 2001 (États-Unis)

## Distribution
- Rob Morrow (VF : Olivier Korol) : Lyle Maze
- Laura Linney : Callie
- Craig Sheffer : Mike
- Gia Carides : Julianne
- Ken Leung : Dr Mikao
- Rose Gregorio : Helen
- Robert Hogan : Lyle's Father
- Betsy Aidem : Lydia
- Keenan Shimizu : Korean Market Employee
- Matthew Storff : Young Lyle
- Sheila Zane :  Lenna
- Lanny Flaherty : Drunk
- Susan Shacter : Photographer
- Wally Dunn : Bartender
- Billy Strong : Italian Restaurant Patron
- Nick Terno : Waiter

## Autour du film
- Dans ce film, on remarque quelques acteurs connus comme Rob Morrow (qui sera l'un des héros principaux de la série Numb3rs), Laura Linney (vue entre autres dans The Truman Show et L'Exorcisme d'Emily Rose) et Craig Sheffer, connu entre autres grâce à Et au milieu coule une rivière et son rôle de Keith Scott dans Les Frères Scott.
- Le film remporta quatre récompenses :
- 2000 : AFI Fest catégorie New Directions Award - Special Mention pour Rob Morrow
- 2001 : Cinequest San Jose Film Festival catégorie Audience Favorite Choice Award - Honorable Mention pour Rob Morrow
- 2001 : Festival du film de Newport Beach catégorie gagné Jury Award Feature Film - Best Director  et catégorie Feature Film - Best Screenplay pour Rob Morrow
- Le film a engrangé 16 974 dollars le 11 novembre 2001 aux États-Unis sur une combinaison de 22 salles.